# Arc de Titus
Ne doit pas être confondu avec l'arc de Vespasien et Titus du Circus Maximus.
L'arc de Titus (en latin : Arcus Titi) est un arc de triomphe romain à un balcon, érigé à Rome par l’empereur Domitien en 81 ap. J.-C. pour célébrer les victoires de son frère Titus durant la guerre de Judée entre 66 et 73 ap. J.-C. L’arc a été construit après la mort de Titus.

## Localisation
L'arc borde le Clivus Palatinus près de son intersection avec la Voie Sacrée, au sommet de la Velia (in summa Sacra Via) dans l'actuelle ville de Rome. Il est possible qu'il ait été légèrement déplacé vers le sud et tourné lors de la construction du temple de Vénus et de Rome.

## Histoire
L'arc est érigé peu après la mort de Titus en septembre 81 ap. J.-C. pour commémorer la prise de Jérusalem et la destruction du Second temple de Jérusalem.
Les statues qui décorent l'arc, dont deux éléphants en bronze, sont retrouvées sur la Via Sacra entre 535 et 536. L’arc est intégré dans une forteresse des Frangipani au cours du Moyen Âge. Une chambre est construite dans la partie supérieure du passage voûté. L'édifice est libéré des constructions alentour en 1822 et est reconstruit entre 1818 et 1824 suivant les dessins de l’architecte italien Raffaele Stern ; les travaux sont terminés ensuite par l'architecte Giuseppe Valadier. Ils reconstituent une grande partie de la partie supérieure et la moitié externe des deux piliers avec du travertin. La frise et l’inscription sont donc préservées seulement du côté tourné vers le Colisée.
À une date inconnue, une interdiction locale pour les Juifs de marcher sous l'arche a été placée sur le monument par le grand rabbinat de Rome. L'arc célébrait en effet la destruction du Second temple de Jérusalem et par delà cet évènement, la fin de l'existence d'un « État » juif. Cette interdiction a été levée par un grand rabbin lors de la fondation de l'État d'Israël en 1948, puis à nouveau publiquement lors de la fête de Hanoukka en 1997.

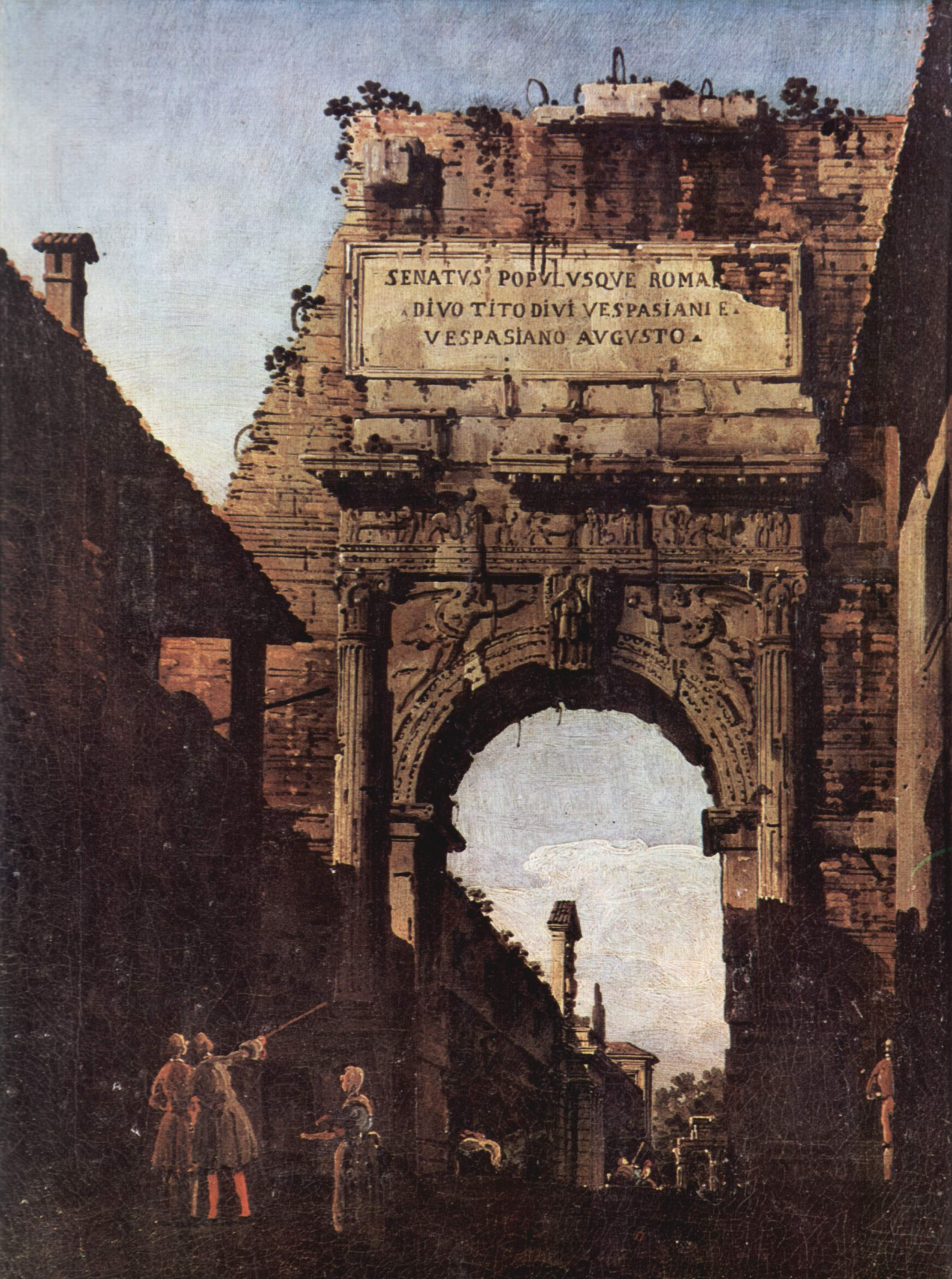
« L'arc de Titus à Rome », Bernardo Bellotto, 1742-1744.
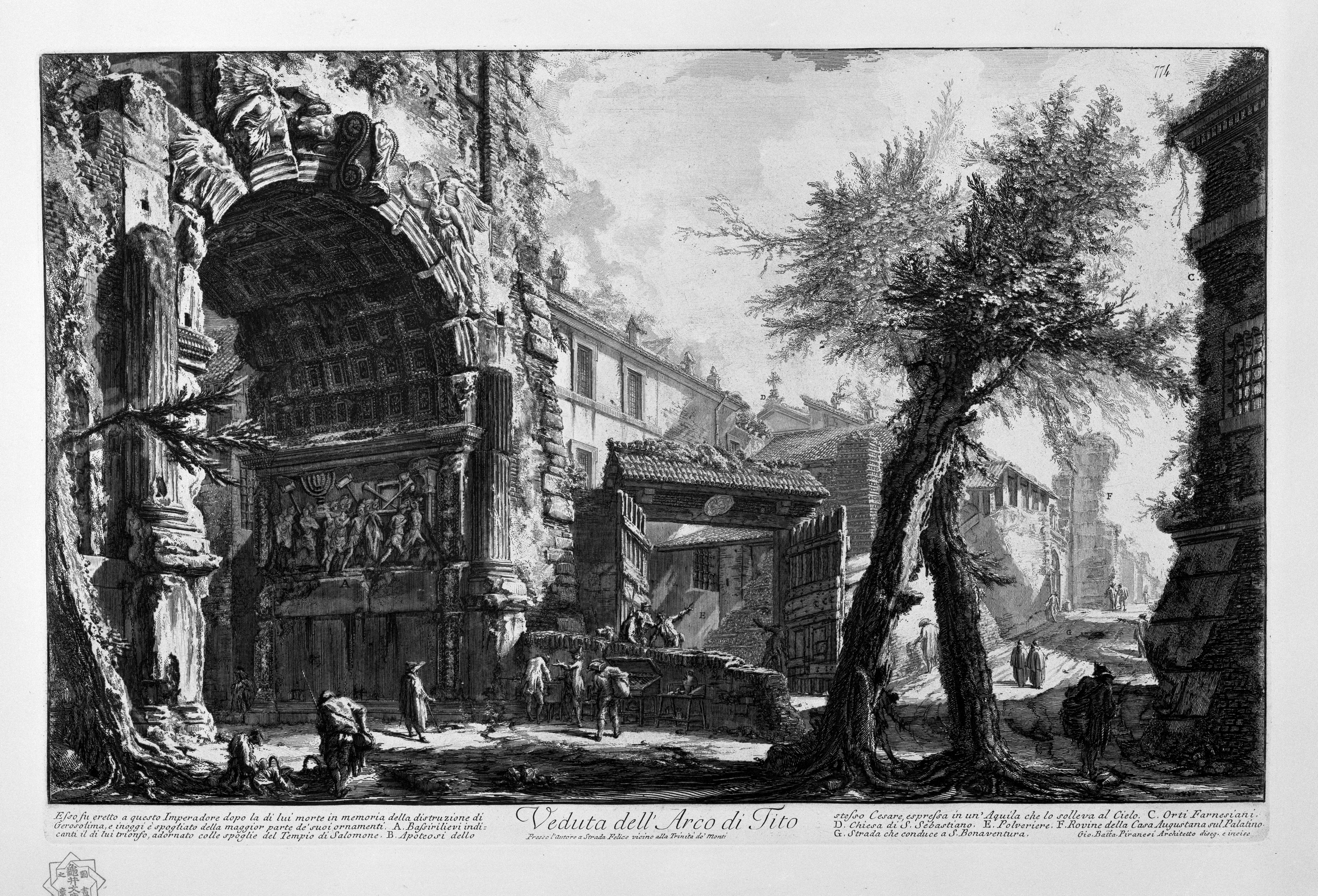
L'arc sur une gravure du Piranèse, 1748-1774.
L'arc après sa rénovation, Constantin Hansen, 1839.
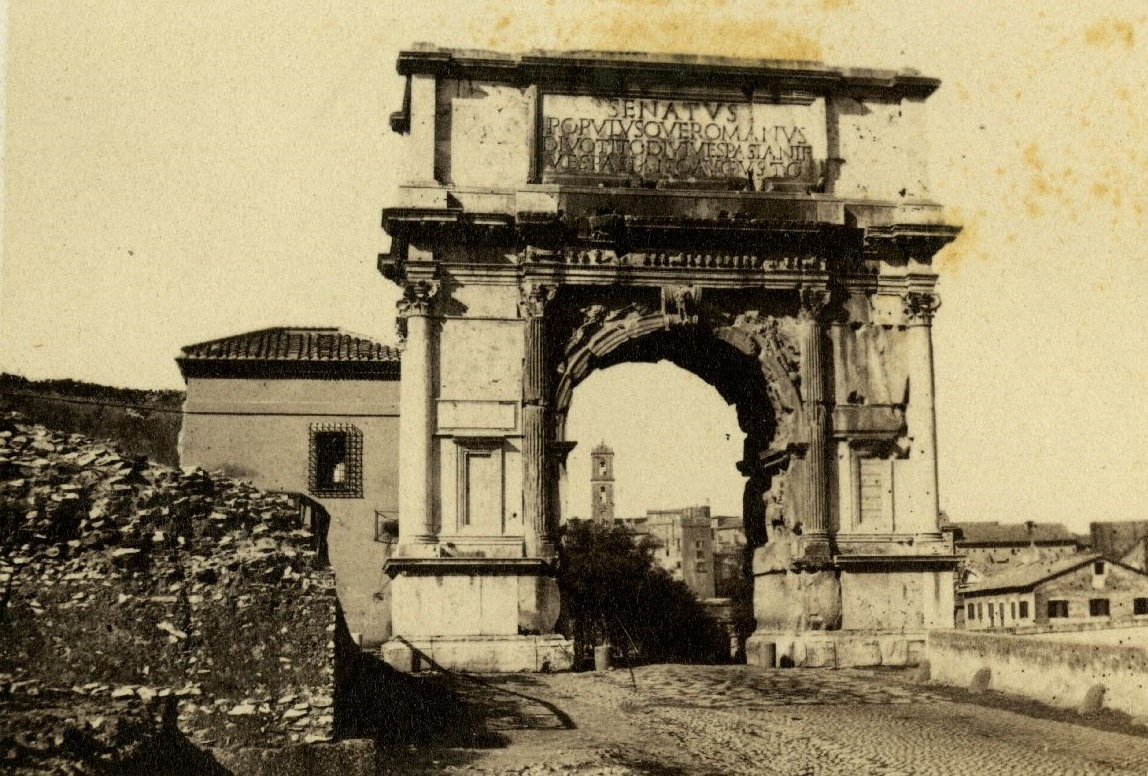
Arc de Titus, photographié vers 1880.

## Description

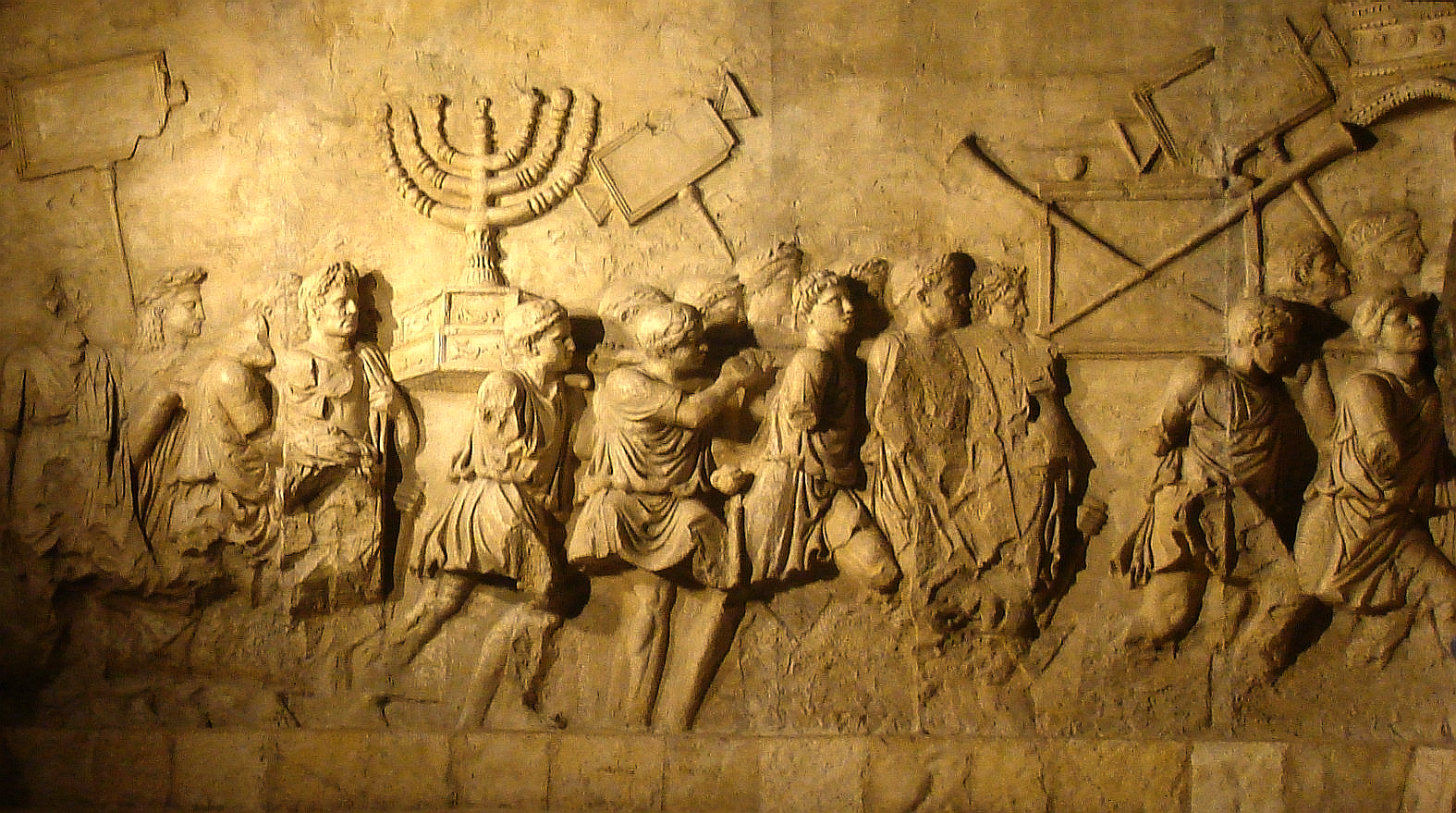
Copie du détail du passage central, Musée de la Diaspora (Hatfoutsot).

### L'architecture
L'arc, recouvert de marbre du Pentélique, n'est composé que d’une seule arche contre trois pour les arcs de Septime Sévère et de Constantin par exemple. Il est large de 13,50 mètres, haut de 15,40 mètres et profond de 4,75 mètres. La voûte atteint 8,30 mètres de haut et 5,36 mètres de large. Chaque façade est ornée de deux paires de colonnes engagées dans les deux piliers de l'arc. Leurs fûts sont cannelés et les chapiteaux sont d'ordre composite avec des volutes et des feuilles d'acanthe. Les colonnes se dressent sur des piédestaux carrés et encadrent de petites niches rectangulaires creusées dans les piliers.
La partie supérieure, l'attique, est haute de 4,40 mètres. C'est sur l'attique qu'est gravée l’inscription qui est préservée seulement du côté oriental. Le sommet de l'arc était orné d'un groupe statuaire en bronze comprenant un quadrige tiré par des éléphants dans lequel se trouvait l'empereur déifié. L’inscription figurant sur la face orientale est gravée en capitales (quadratæ), des points médians séparant les mots. La qualité du tracé des lettres en a fait un modèle pour l’alphabet latin épigraphique, au même titre que l’inscription de la colonne Trajane. À l’origine, les cavités sont occupées par des lettres de bronze, disparues de nos jours.

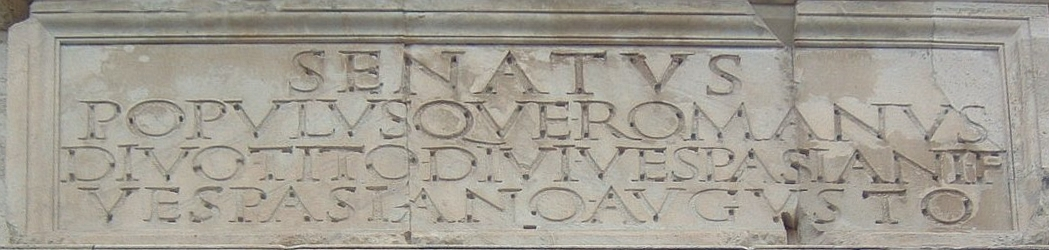
Le texte peut être traduit par : Le sénat et le peuple romain pour le divin Titus Vespasien, Auguste, fils du divin Vespasien. L'expression DIVO TITO montre que Titus est décédé lors de l'édification de l'arc puisque l'adjectif divo (« divin ») n'est utilisé que pour parler de défunts. Les trois premiers mots latins : SENATVS POPVLVSQVE ROMANVS sont abrégés le plus souvent en SPQR.

### Les reliefs

#### La frise de l'entablement
Les colonnes engagées dans les deux principaux piliers supportent un entablement simple dont la frise est ornée d'un long haut-relief représentant une procession triomphale qui fait tout le tour de l'arc mais dont seule la section du côté oriental a été préservée. À l'extrémité gauche de la section préservée, une figure allongée sur un ferculum porté par trois hommes a été identifiée à une personnification du Jourdain. Le reste du cortège se compose de diverses personnalités civiles et militaires et d'animaux menés au sacrifice.

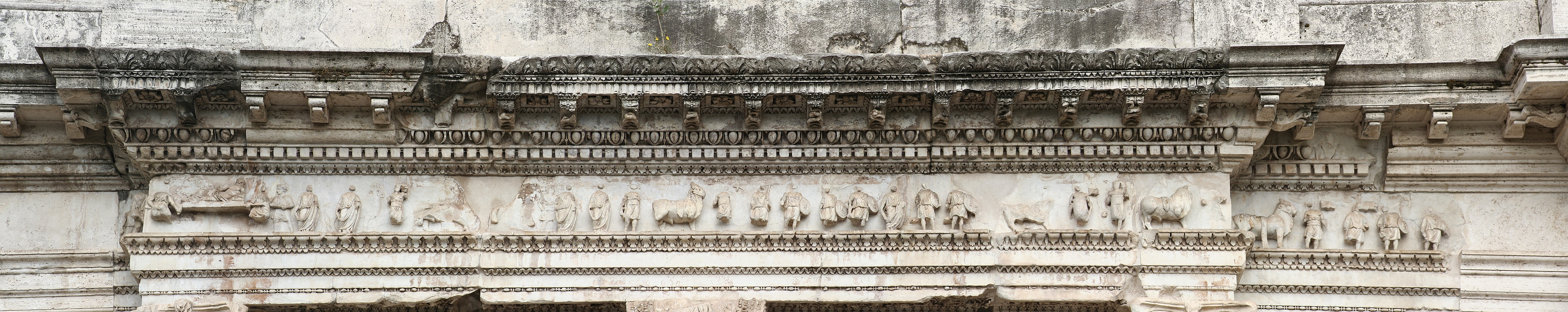
Section préservée de la frise avec le dieu Jourdain à gauche.

#### Les reliefs des façades
Dans les écoinçons figurent des victoires ailées. Elles encadrent les voussoirs centraux de l'arche sur les deux faces (les pierres placées en clé de voûte) qui sont ornés de petites statues représentant probablement Honos à l'ouest et Virtus à l'est.

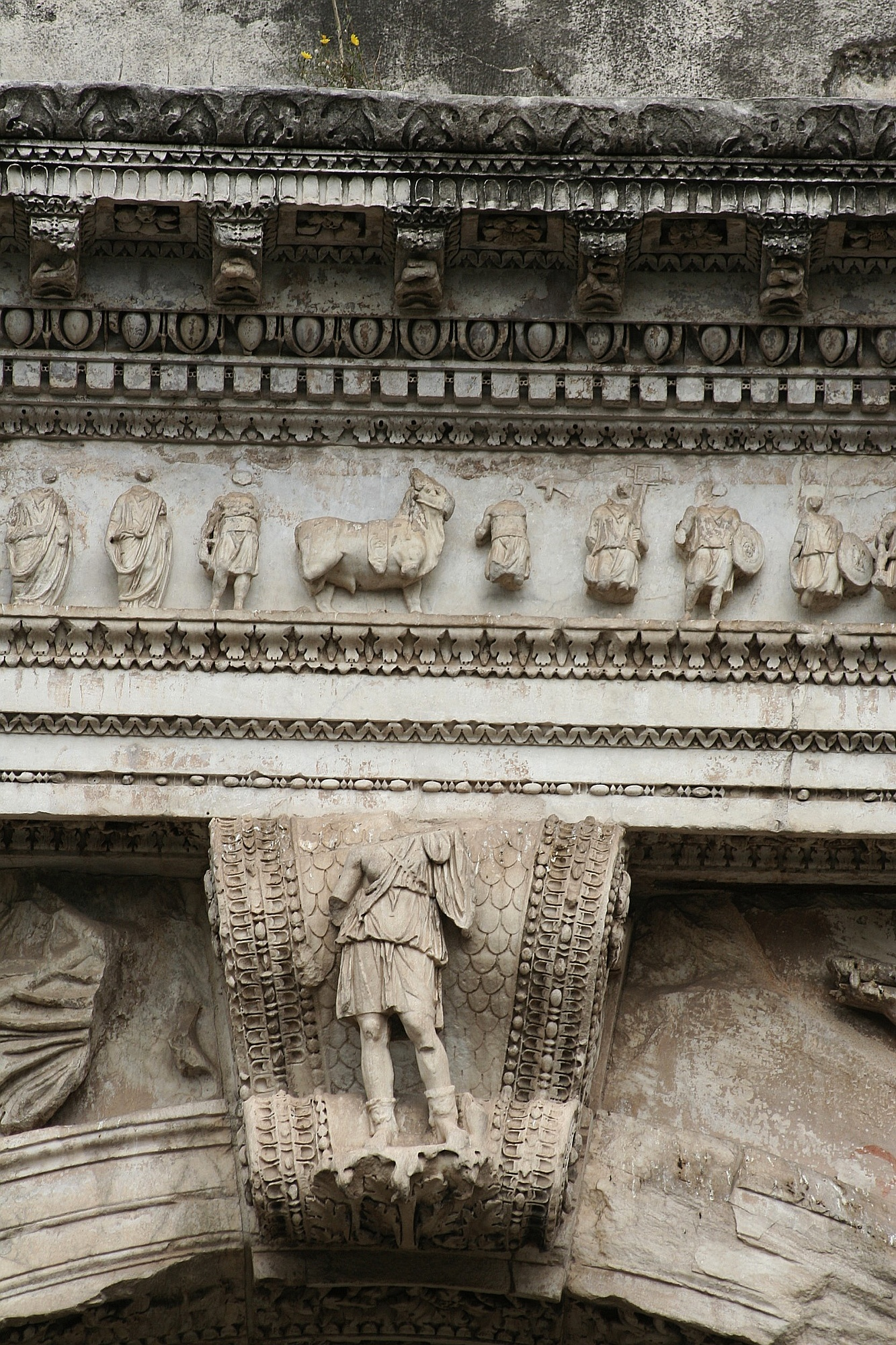
Détail de l'entablement de la face orientale avec la figure de Virtus en bas. On remarque le double anneau entre les modillons, signature attribuée à l'architecte Rabirius.
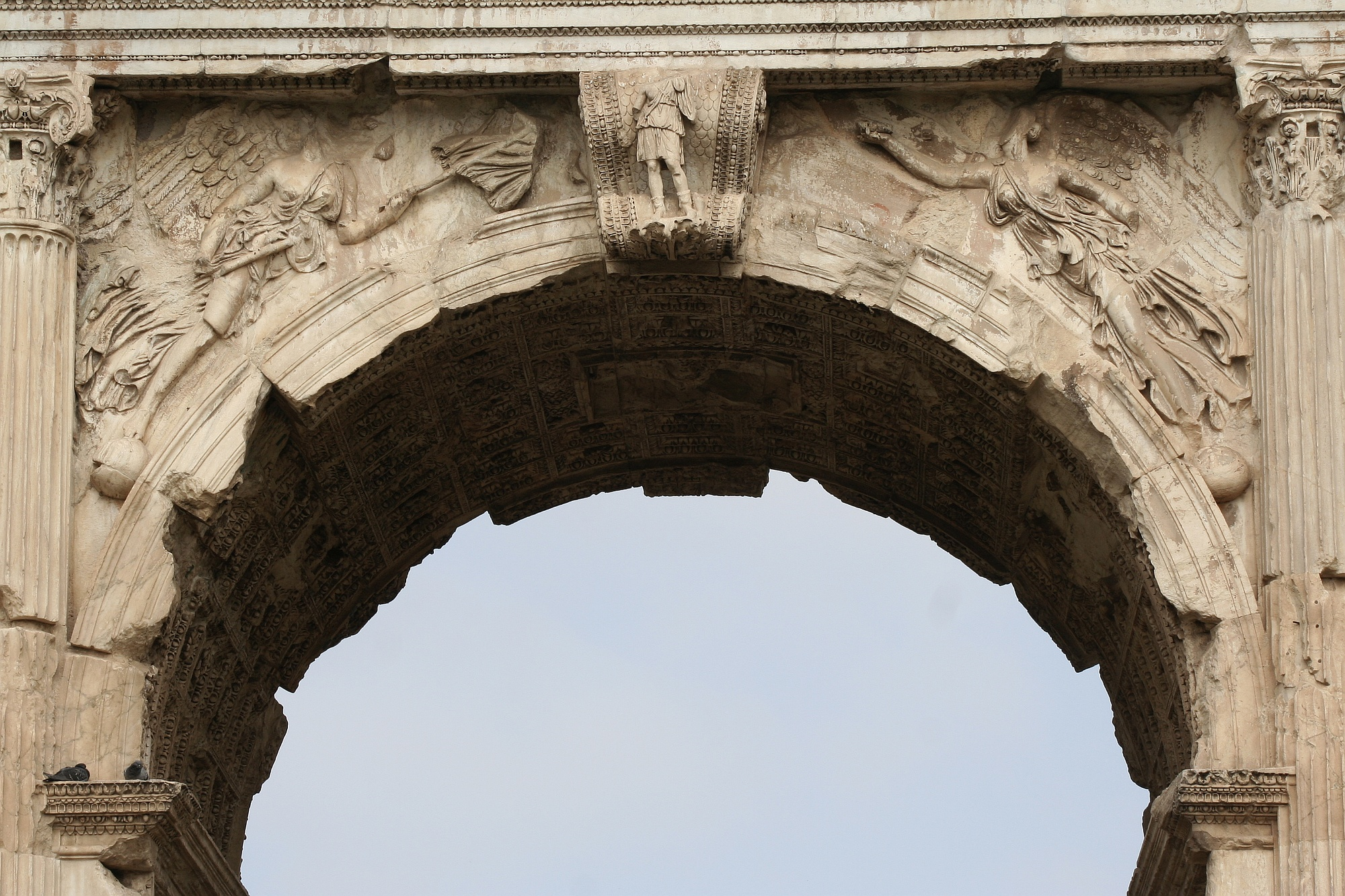
Arche de la face orientale avec le voussoir central et les écoinçons.

#### Les reliefs sous l'arche
À l’intérieur de l’arche figurent deux reliefs dans de grands panneaux rectangulaires qui occupent quasiment toute la profondeur des piliers. Les deux reliefs présentent deux scènes se déroulant durant le triomphe célébré à Rome par Titus pour ses victoires en Judée.
Sur le pilier sud, le bas-relief montre des soldats portant les objets de valeur pris dans le Tabernacle du Second Temple de Jérusalem avant sa destruction. On reconnaît le « Chandelier » à sept branches, la « table des pains de proposition » (une table en bois recouvert d’or où sont placés douze pains saints renouvelés tous les sept jours et que seuls les sacrificateurs peuvent manger) et les trompettes sacrées. Les porteurs du butin passent sous un arc représenté à l'extrême droite du relief, surmonté d’un double quadrige. Il pourrait s'agir de l'arc que Vespasien et Titus ont fait construire dans le Circus Maximus.
Sur le bas-relief du pilier nord figure Titus en triumphator coiffé de lauriers, conduisant un quadrige et accompagné d'une victoire ailée.
Au centre du plafond du passage voûté est représentée l'apothéose de Titus qui est porté jusqu’au ciel par un aigle.

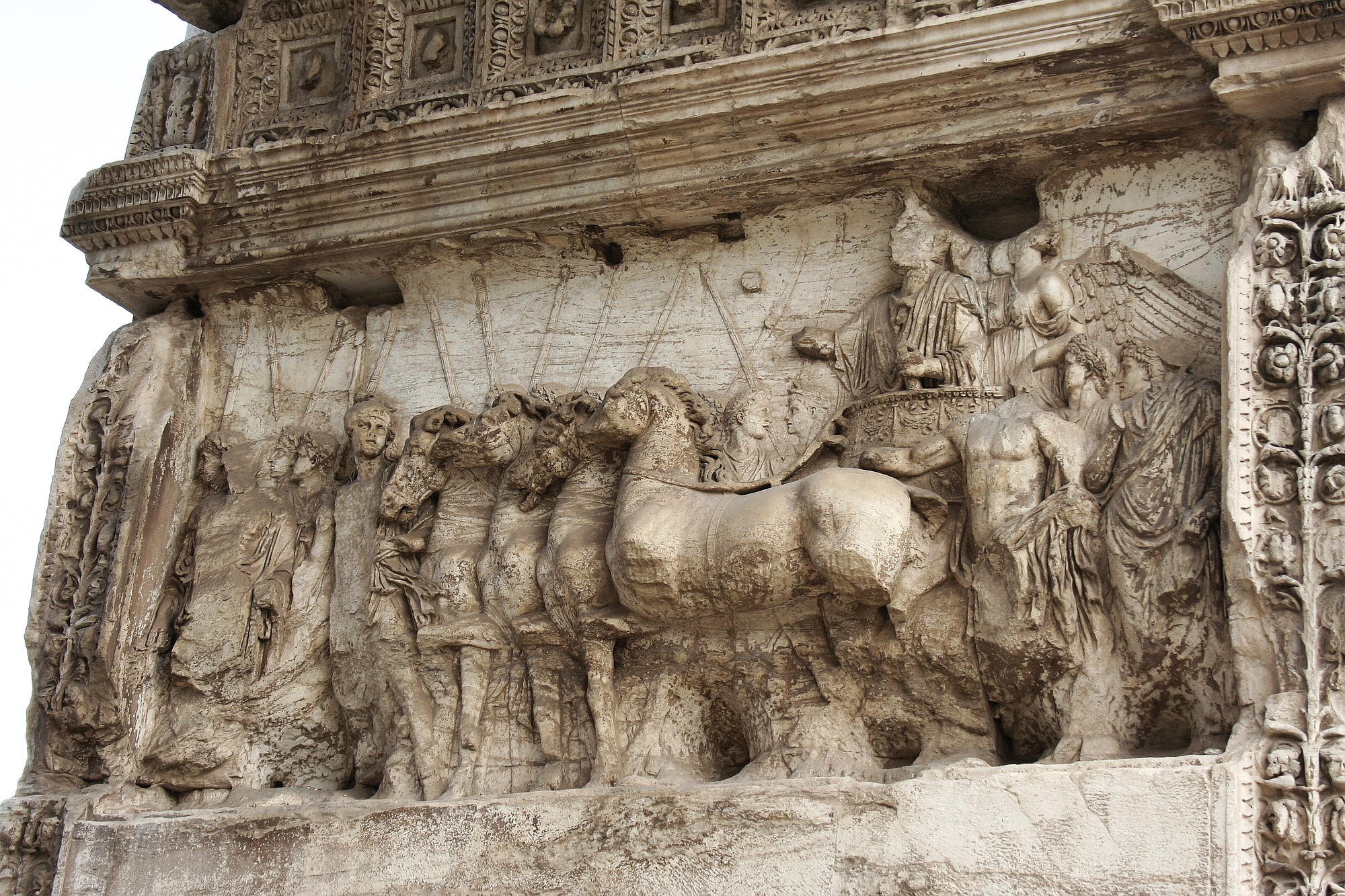
Relief du passage central, pilier nord : le triomphe de Titus.
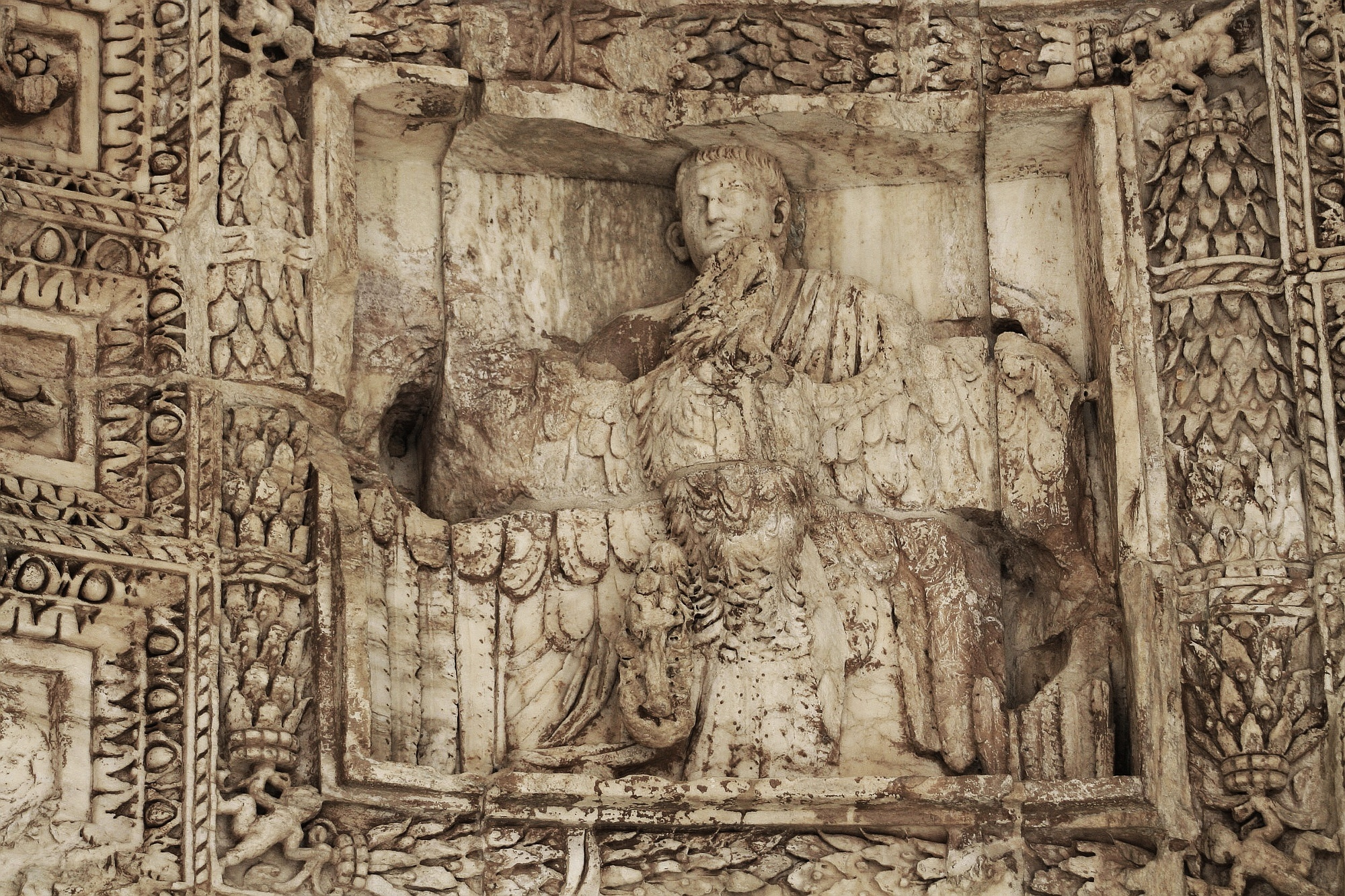
Relief de la voûte : l'apothéose de Titus.
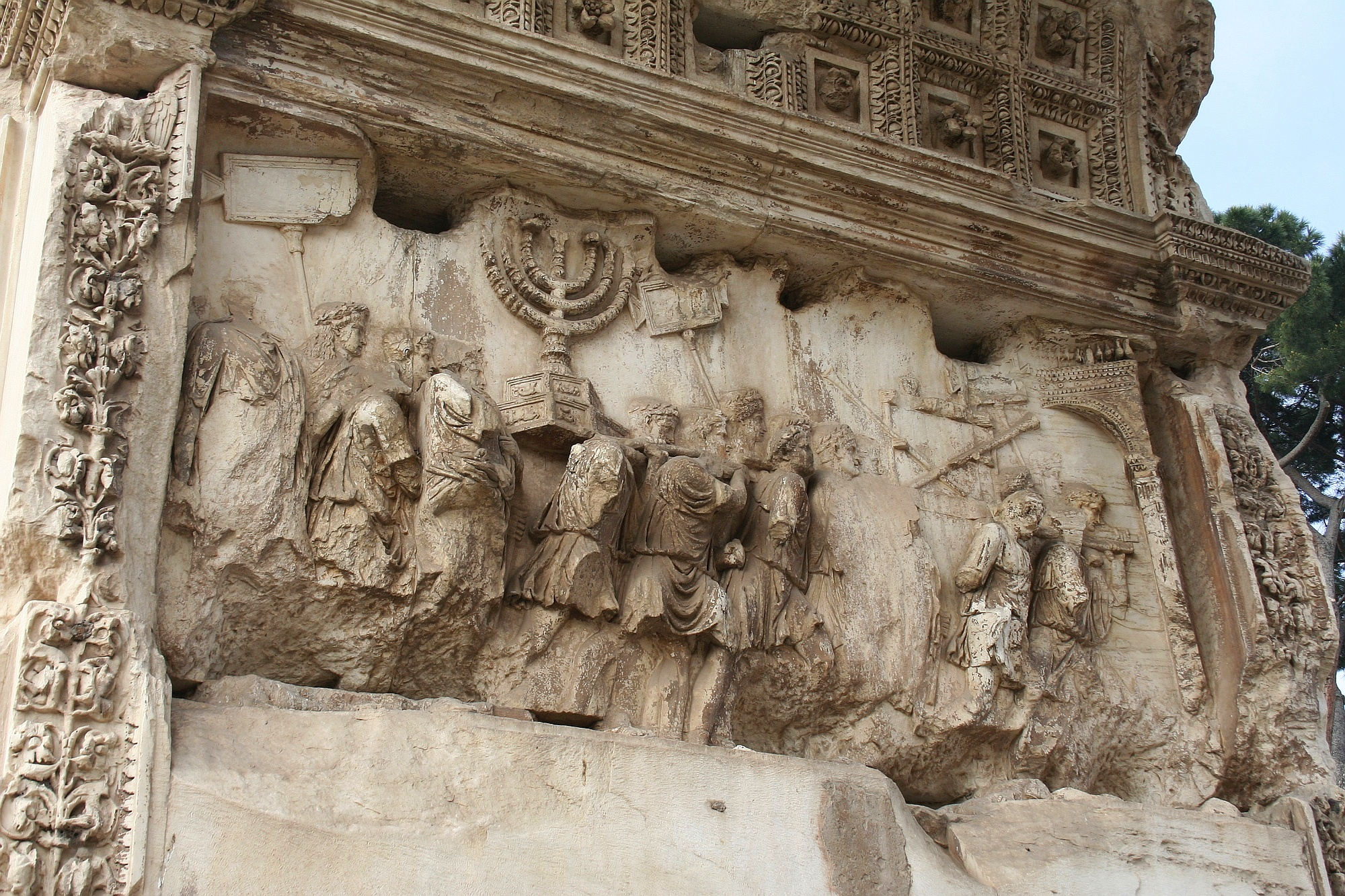
Relief du passage central, pilier sud : le trésor du Temple et les tabulae ansatae des Romains.
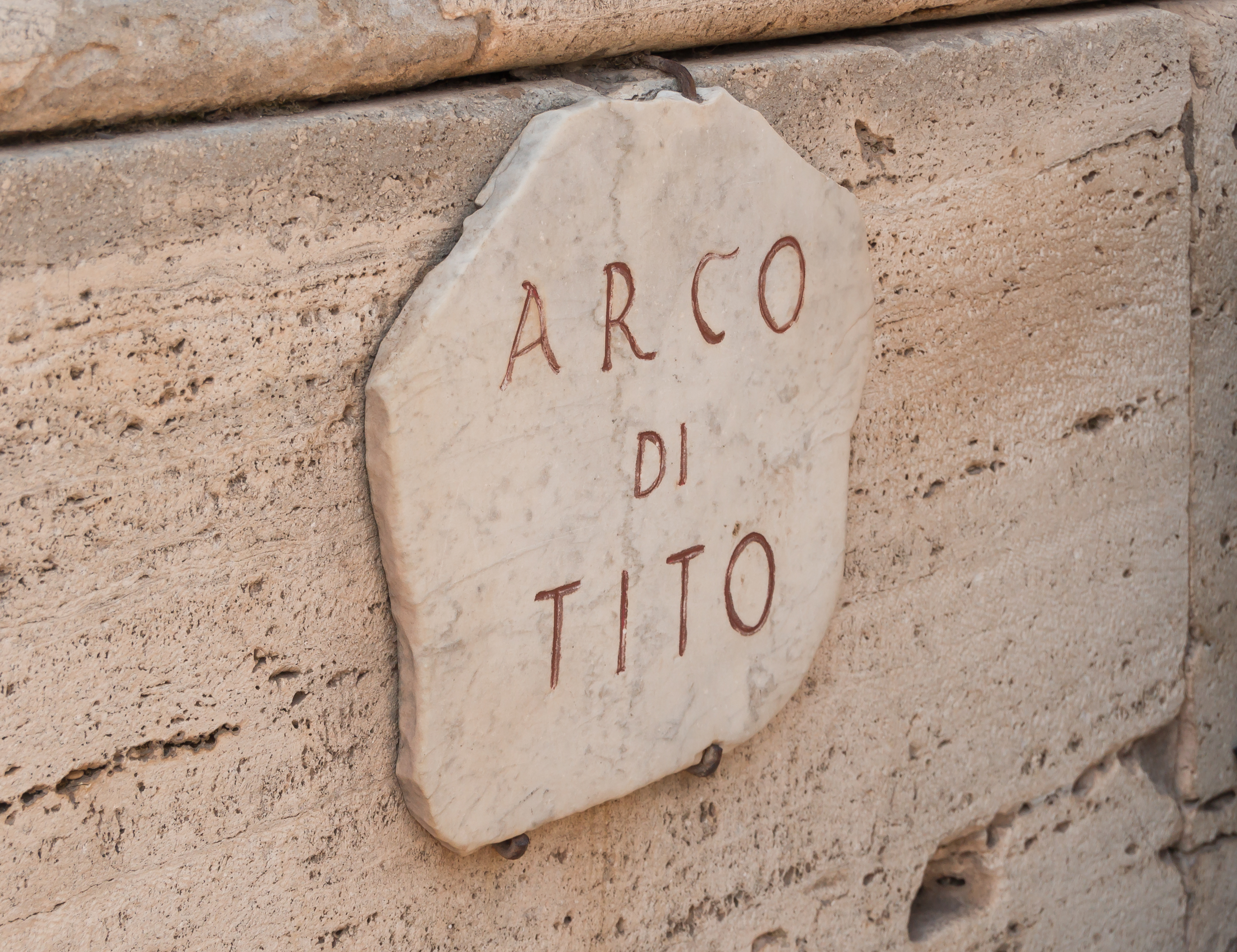
Pilier sud, plaque moderne.

## Source d'inspiration
L'arc de Titus a inspiré bon nombre d'arcs de triomphe modernes tels que l'arc de triomphe de l'Étoile de Paris (1806-1836), le Washington Square Arch (1892) et le Dewey Arch (en) de New York (1899–1900), le Fusiliers' Arch de Dublin (1907), ou encore la Porte de l'Inde de New Delhi (1921–1931), directement inspirée de l'arc de triomphe de l'Étoile.

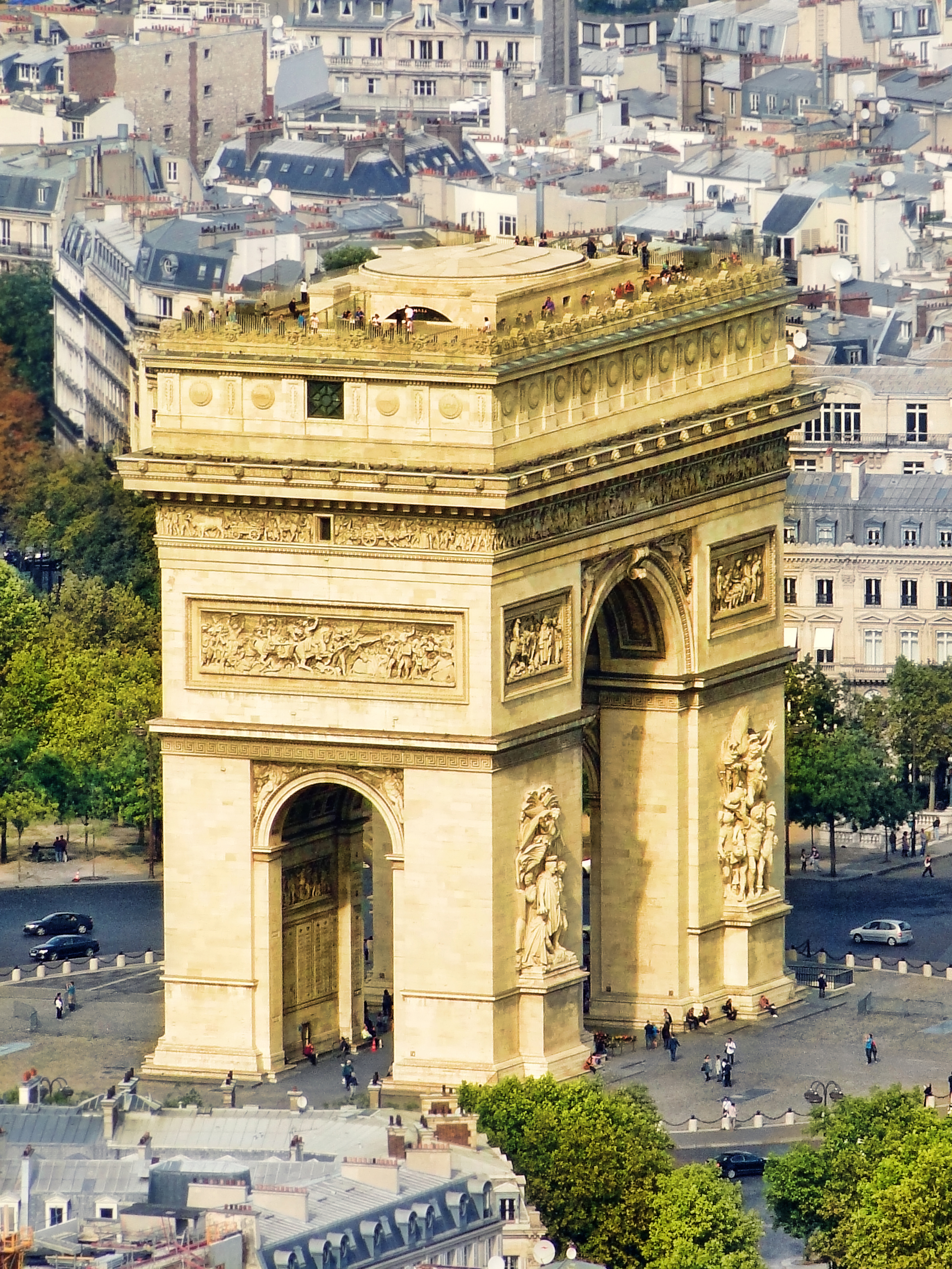
Arc de triomphe de l'Étoile vu depuis la Tour Eiffel.
Washington Square Arch (New York).
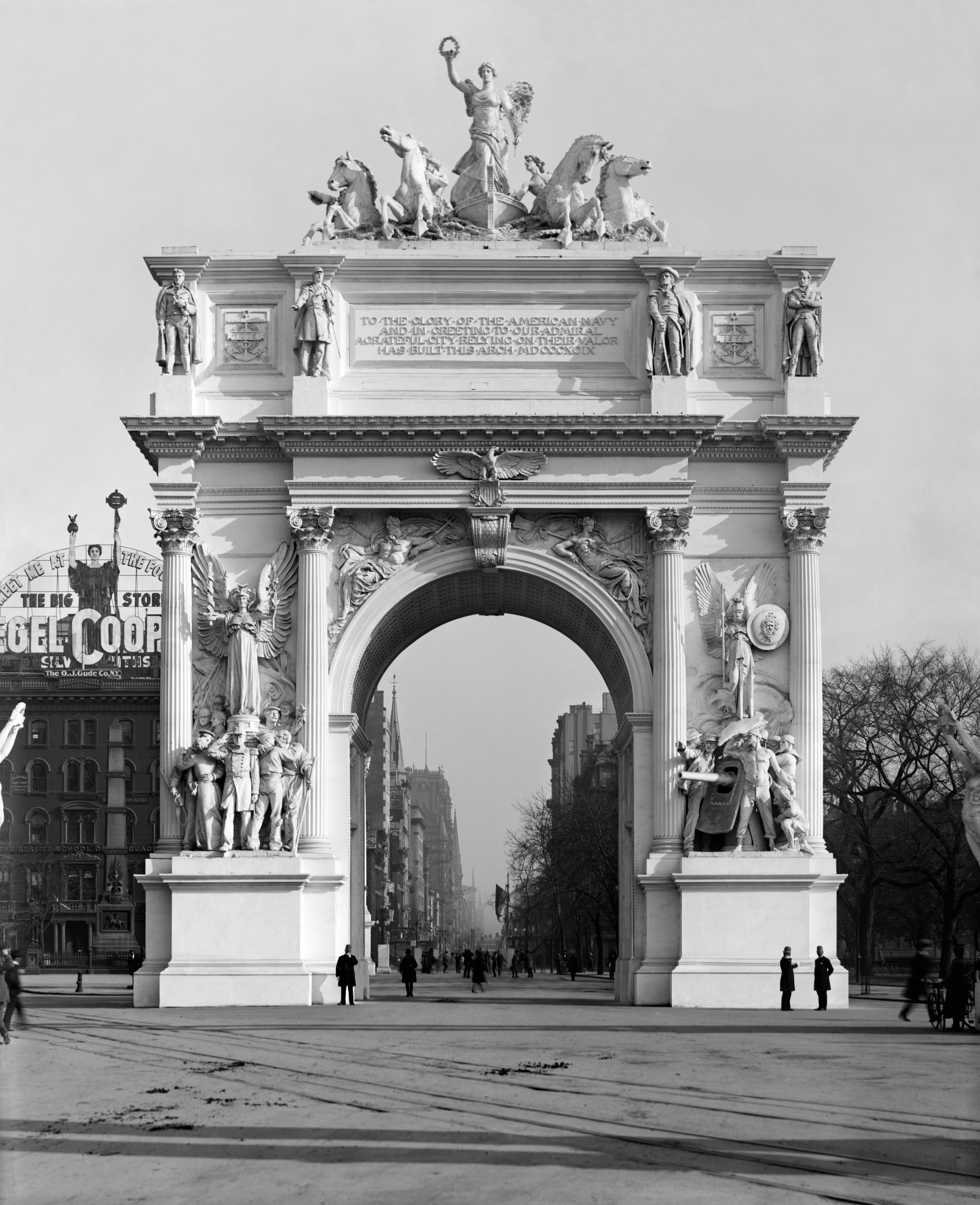
Dewey Arch (New York).
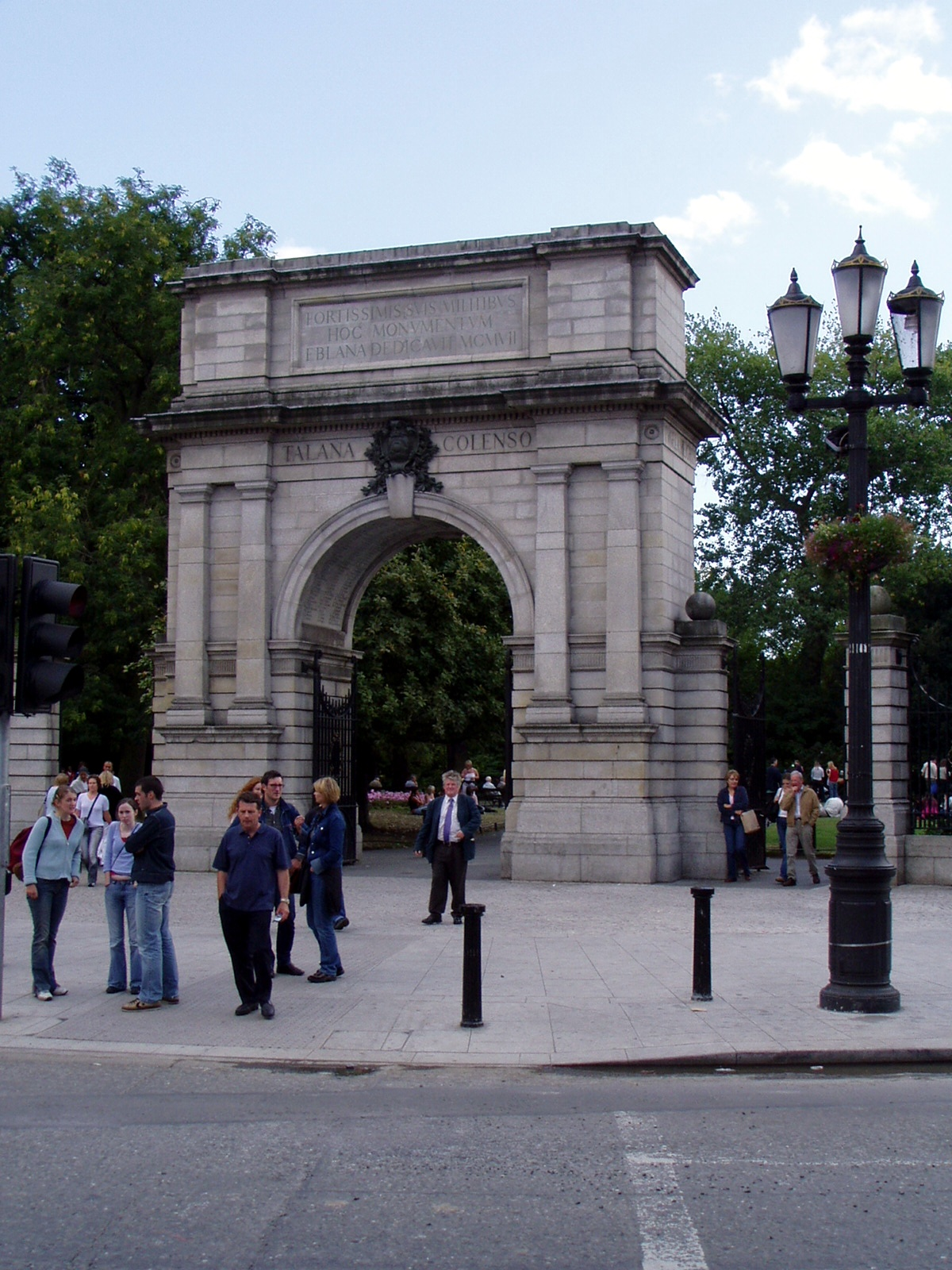
Fusilier's Arch (Dublin).
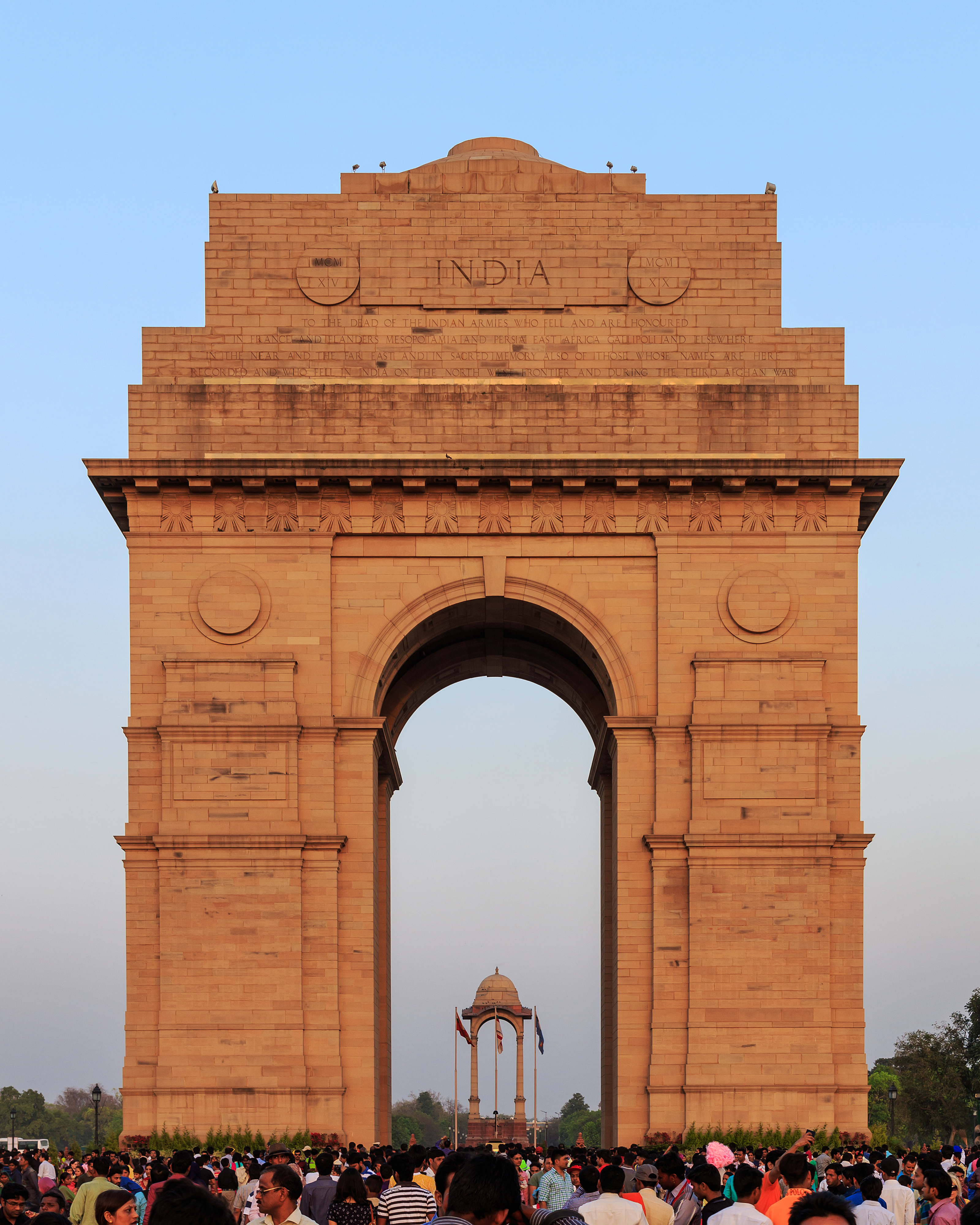
Porte de l'Inde (New Delhi).